# Elecciones parlamentarias de Serbia de 2000
Las elecciones parlamentarias de Serbia se llevaron a cabo el día 23 de diciembre de 2000. Originalmente estaban planeadas para el año siguiente, sin embargo, la caída de Slobodan Milošević en la elección de septiembre forzó al Partido Socialista (SPS) a frimar un compromiso con la Oposición Democrática de Serbia (DOS) y el Movimiento de Renovación Serbio el 16 de octubre, anticipándola. Como resultado, el SPS perdió su hegemonía parlamentaria, y el DOS se impuso con mayoría absoluta, consiguiendo 176 de los 250 escaños.

## Resultados
Obtenidos de B92.
| Partido o Alianza     | Partido o Alianza | Votos     | %      | Escaños | +/-   |
| --------------------- | --- | --------- | ------ | ------- | ----- |
|                       | Oposición Democrática de SerbiaPartido Demócrata Partido Democrático Socialdemocracia Nueva Democracia Alianza Cívica de Serbia Nueva Serbia Partido Cristiano Democrático Liga de Socialdemócratas de Voivodina Alianza de los Magiares de Voivodina Alternativa Democrática Movimiento por la Serbia Democrática Centro Democrático Unión Socialdemócrata Coalición Voivodina Reformistas de Voivodina Partido Demócrata Sanjak Movimiento de Resistencia Serbia Liga por Šumadija Asociación de Sindicatos Libres e Independientes | 2.402.387 | 64,80  | 176     | Nuevo |
|                       | Partido Socialista de Serbia | 515.845   | 13,76  | 37      | -48   |
|                       | Partido Radical Serbio | 322.333   | 8,59   | 23      | -59   |
|                       | Partido de la Unidad Serbia | 199.847   | 5,33   | 14      | Nuevo |
|                       | |           |        |         |       |
|                       | Movimiento de Renovación Serbio | 141.401   | 3.05   | 0       | -45   |
|                       | Otros Partidos | 75.967    | 2.01   | 0       |       |
|                       | |           |        |         |       |
| Votos Válidos         | Votos Válidos | 3.662.432 | -      |         |       |
| Votos nulos/en blanco | Votos nulos/en blanco | 89.738    | -      |         |       |
| Total                 | Total | 3.748.623 | 100.00 | 250     | 0     |
| Registrados           | Registrados | 6.493.672 | 57,72  |         |       |